# Rose Tremain
Rose Tremain, née le 2 août 1943 à Londres, est une romancière britannique, lauréate du James Tait Black Memorial Prize, du Prix Orange pour la fiction, du Whitbread Book Award (aujourd'hui prix Costa) et, en France, du prix Femina étranger.
Deux de ses œuvres ont été adaptées à l'écran, l'une sous le titre Le Don du roi par Michael Hoffman en 1995 et l'autre, une nouvelle extraite de Les Ténèbres de Wallis Simpson, sous le titre Ricky par François Ozon en 2009.

## Biographie
À l'université d'East Anglia, dont elle a été nommée chancelière en 2013, elle a été le professeur de Tracy Chevalier.
Elle vit à Norfolk, en Angleterre. Elle est l'épouse du biographe Richard Holmes, mère d'une fille Eleanor, et a deux petits-enfants, Archie et Martha.

## Distinctions
- Commandeur de l'ordre de l'Empire britannique
- Membre de la Royal Society of Literature
- Prix Orange pour la fiction 2008, pour « The Road Home »

## Œuvres traduites en français
- Un été en Sicile, Paris, trad. de Alexis Galmot, ill. de Agnès Audras, Éditions Gallimard, 1992, 151 p. (ISBN 978-2-07-055128-6, OCLC 409288160)
- Le Don du roi (Restoration), Paris, Éditions de Fallois, 1993, 390 p. (ISBN 978-2-87706-176-6) dont est
- Le Royaume interdit (Sacred Country), Paris, Éditions de Fallois, 1994, 375 p. (ISBN 978-2-87706-219-0, OCLC 32338695)
- Lettre à sœur Bénédicte, Trad. de Jean Bourdier, Paris, Éditions de Fallois, 1996, 214 p. (ISBN 978-2-87706-248-0)
- L'Été de Valentina, Trad. de Jean Bourdier, Paris, Éditions de Fallois, 1997, 586 p. (ISBN 978-2-7444-0391-0)
- Le Jardin de la villa Mollini, Trad. de Jean Bourdier et Hugues de Giorgis, Paris, Éditions de Fallois, 2001, 319 p. (ISBN 978-2-87706-372-2)
- La Couleur des rêves, Trad. de Suzanne-V Mayoux, Paris, Éditions Plon, coll. « Feux Croisés », 2004, 378 p. (ISBN 978-2-259-19814-1, OCLC 417732692)
- Musique et Silence, Trad. de Claude et Jean Demanuelli, Paris, Éditions Plon, coll. « Feux Croisés », 2000, 471 p. (ISBN 978-2-259-19121-0, OCLC 45914869)
- Les Ténèbres de Wallis Simpson, Nouvelles, trad. de Claude et Jean Demanuelli, Paris, Éditions Plon, coll. « Feux Croisés », 2006, 150 p. (ISBN 978-2-259-20337-1, OCLC 174100662)
- Les Silences : roman  (trad. de l'anglais), Trad. de Claude et Jean Demanuelli, Paris, Éditions JC Lattes, 2010, 402 p. (ISBN 978-2-7096-3504-2, OCLC 701598643)
- L’Ami du roi  (trad. de l'anglais), Trad. d’Edith Soonckindt, Paris, Éditions JC Lattes, 2013, 430 p. (ISBN 978-2-7096-4264-4)
- L’Amant américain  (trad. de l'anglais), Trad. d’Anouk Neuhoff, Paris, Éditions JC Lattes, 2016, 160 p. (ISBN 978-2-7096-4760-1)
- Havres de grâce, trad. de Françoise du Sorbier, Paris, Editions JC Lattès, 2020, 489 p.
- Lily, traduction de Lily: A Tale of Revenge, Éditions Jean-Claude Lattes, 2023